# Tabáková režie

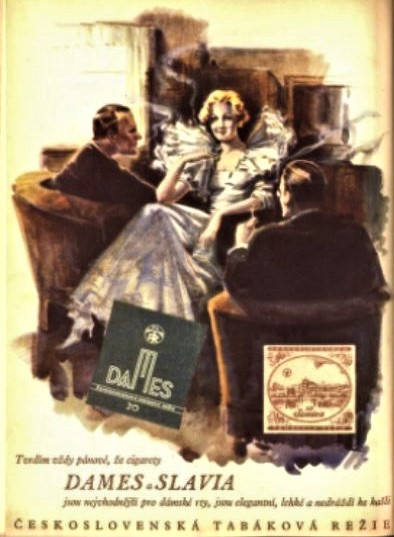
Československá tabáková režie, reklama na cigarety v časopise Kinorevue (1937)

Tabáková režie (v Československu celým názvem Československá tabáková režie) byla státní organizace zajišťující státní monopol v oblasti výroby, nakupování a prodeje tabáku a tabákových výrobků.

## Historie
Tabákový monopol byl na území habsburské monarchie (a tedy i českých zemí) zaveden již od roku 1784.

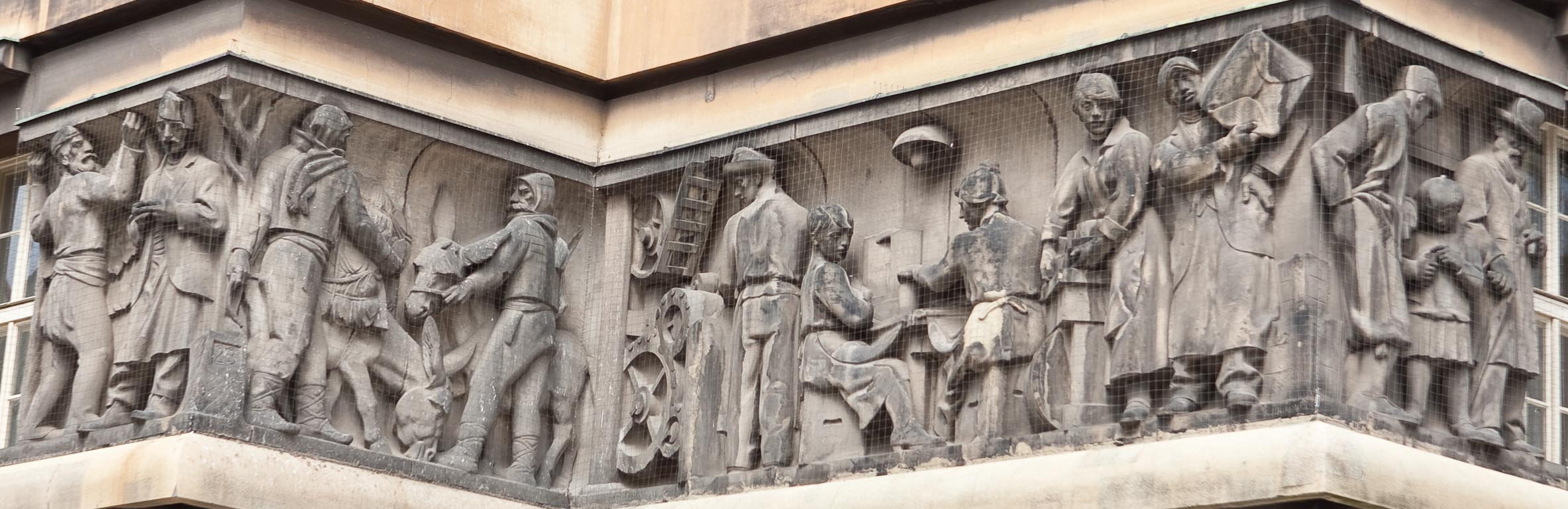
Jeden z reliéfů na fasádě bývalé budovy Tabákové režie (Praha, roh Slezské a Sázavské ulice)

Generální ředitelství tabákové režie (k. k. Generaldirektion der Tabakregie) vzniklo ve Vídni v roce 1873. Svou činností navazovalo na předchozí Ředitelství tabákových továren (1834). Byly mu mezi jiným podřízeny továrny na tabák, nákup a skladování tabáku, ustanovovalo též skladníky a prodejce tabáku (trafikanty).
Po první světové válce a zániku Rakouska-Uherska převzalo v roce 1918 vzniklé Československo devatenáct státních tabákových továren (již ne zrovna v perfektním stavu); v českých zemích to bylo třináct továren, na Slovensku pět a v Podkarpatské Rusi jedna. Ochranu tabákového monopolu převzala Československá tabáková režie, která podléhala ministerstvu financí. V českých zemích mělo Ústřední ředitelství československé tabákové režie na starosti kromě třinácti továren i čtyři úřady prodeje tabáku.
Tabáková režie si v letech 1923–1928 vybudovala reprezentativní budovu na pražských Vinohradech. Součástí výzdoby fasády jsou mj. reliéfy s tematikou zpracování, balení a prodeje tabáku od Josefa Jiříkovského.
Znárodňování v Československu (1945–1948) se po vlastnické stránce Československá tabákové režie nedotklo, protože se již dříve jednalo o tzv. státní podnik. V červnu 1949 proběhla reorganizace průmyslu, přičemž řízení odvětví tabákových výrobků převzal ústřední orgán Československý tabákový monopol.
V roce 1950 skončil monopol ministerstva financí, tzv. tabáková režie byla ukončena a nástupcem se stal Tabákový průmysl, národní podnik, jehož nadřízeným orgánem bylo ministerstvo potravinářského průmyslu. V této době se oddělila výroba a distribuce. V roce 1958 se název změnil na Československý tabákový průmysl v Kutné Hoře, národní podnik. Hlavními závody ČSTP se v českých zemích staly závody v Kutné Hoře, Novém Jičíně a Hodoníně. Na Slovensku to byly závody ve Spišské Belé, Banské Štiavnici a Smolníku.
Tabákový monopol byl v ČR zrušen zákonem 303/1993 Sb.

## Činnost Československé tabákové režie
Československá tabáková režie měla za úkol dozírat na pěstování tabáku v oblastech, kde rolníci pěstovali tabák (za první republiky Slovensko a Podkarpatská Rus). Dále měla dohlížet na továrny, které vyráběly tabákové výrobky, i na všechny další činnosti spojené s jejich skladováním a prodejem. Dohlížela i na úřady prodeje tabáku. Za první republiky se jednalo o nejvýnosnější státní podnik, který přinášel do státního rozpočtu ročně přes jednu miliardu korun. (V roce 1922 byl čistý zisk 872 127 401 korun, v roce 1927 již 1 339 883 940 korun.) V období Protektorátu působila pod názvem Tabáková režie Protektorátu Čechy a Morava. Její výnosnost pro stát se ve válečném období výrazně snížila.
Nezanedbatelnou část činnosti Československé tabákové režie činila v období první republiky propagace kouření a kuřiva. Obrázkové inzeráty byly uváděny s názvem zadavatele – Československé tabákové režie.

### Přidělování trafik
Prodávání tabáku v trafikách je asi nejznámějším povoláním válečných invalidů. Nařízení, podle něhož se měly trafiky převádět na válečné poškozence bylo vydáno v Rakousku–Uhersku v roce 1915. Nařízení převzaté československou vládou upravovalo ministerstvo financí, podle jehož rozhodnutí z roku 1919 měl na trafiku nárok každý válečný poškozenec, který utrpěl během války vážnou újmu. Na licenci tedy měli nárok invalidé, vdovy, sirotci i předci. O přídělu licence rozhodoval stupeň postižení invalidy (nikoli vojenská hodnost), velikost majetku válečného poškozence a počet rodinných příslušníků závislých na příjmu z provozování trafiky.
Proces evidence stávajících licencí, jejich odebírání (odebíraly se lidem, kteří nebyli na provozování trafiky finančně závislí) a přidělování představoval náročnou administrativní činnost. V roce 1921 bylo v ČSR evidováno 34 796 trafik, v roce 1927 již 40 641. Trafikanti se sdružovali v Unii trafikantů válečných poškozenců, založené roku 1920. Československá tabáková režie se v roce 1922 vyslovila proti předávání trafik válečným poškozencům. Uvedla více důvodů včetně toho, že by měl být válečným invalidům poskytován důchod, který by jim zajistil takový životní standard, aby nemuseli žádat o licenci na prodej tabáku. Názor však nebyl přijat.

## Obdobné instituce v zahraničí (výběr)
Tabákový monopol existoval či existuje i v dalších zemích, například:
- Ve Francii stanovil tabákový monopol Napoleon I. v roce 1810; od roku 1926 vykonávala funkci jeho ochrany společnost Service d'exploitation industrielle des tabacs (SEIT, Společnost pro průmyslové využití tabáku). Společnost měnila názvy a monopol ztratila v roce 1976, po odstranění celních bariér.
- V Rakousku pokračovala Österreichische Tabakregie v činnosti i po rozpadu Rakousko–Uherska, od roku 1939 (po Anšlusu) pod názvem Austria Tabakwerke AG. V roce 1969 byl rakouský zákon o tabákovém monopolu revidován.
- V Číně je jediným výrobcem a prodejcem tabákových výrobků China National Tobacco Corporation.